# 주 태왕
주 태왕(周 太王, ? ~ ?)은 중국 상나라의 제후국인 주(周)의 제후이다. 성은 희(姬)이고, 이름은 단보(亶父)이다. 공숙조류의 아들이고 계력의 아버지이며, 훗날 서주 무왕이 태왕(太王)으로 추숭했다. 추숭되기 이전에는 고공(古公)으로 칭해졌고, 《사기》에서는 그 고공과 이름인 단보를 합쳐서 고공단보(古公亶父)로 칭해졌다.

## 생애
공숙조류가 죽고 뒤를 이었는데, 후직과 공류의 사업을 다시 익히고 덕을 쌓고 의를 행하자, 온 나라 사람들이 모두 태왕을 받들었다.
융적(戎狄)들 중 하나인 훈육(薰育)이 공격해와서 재물을 요구하자 그들에게 재물을 내주었다. 얼마 안 있어 그들이 다시 공격하여 땅과 백성을 요구하자 백성들은 모두 분개하여 싸우고자 했다. 그러자 대답했다.
| “ | 백성이 군주를 옹립하는 것은 자신들을 이롭게 하기 위한 것이오. 지금 융적이 우리를 공격하는 까닭은 우리의 땅과 백성 때문이오. 백성이 나에게 속하든 그들에게 속하든 무슨 차이가 있겠소? 백성들이 나를 위해서 싸우고자 한다면 이는 그들의 아버지나 아들을 죽여가면서 그들의 군주가 되는 것이니, 나는 차마 그렇게는 하지 못하겠소. | ” |

그리고는 사병(私兵)을 거느리고 빈을 떠나서 칠수(漆水), 저수(沮水)를 건너고 양산(梁山)을 넘어서 기산(岐山) 아래 정착했다. 빈에 있던 모든 사람들은 노인들을 부축하고 어린이들을 이끌며 모두 기산 아래에서 태왕에게 다시 귀순했다. 그 이웃나라의 사람들도 태왕이 인자하다는 소문을 들었고, 많은 사람들이 그에게 귀순했다. 이때 태왕은 융적의 풍속을 개량하고 성곽과 가옥을 건축하고 읍을 나누어 그들을 살게 했으며, 오관유사(五官有司)를 설치하였다. 그러자 백성들은 모두 노래하며 그 덕을 칭송했다.
태왕에게는 장남인 태백(太伯)과 차남인 중옹(仲雍)이 있었다. 그의 아내 태강(太姜)이 낳은 막내아들 계력(季歷)은 태임(太任)을 아내로 맞이했는데, 태강과 태임은 모두 어진 부인이었다. 태임이 창(昌)을 낳았을 때 성스러운 길조가 있었다. 그러자 태왕은 "나의 시대에 큰 사업을 일으킬 사람이 있을 것이라고 했는데, 그 말은 창에게 해당되는 것이 아니겠는가?"라고 말했다. 태백과 중옹은 아버지가 계력을 세워 창에게 왕위를 계승시키려는 것을 알고는 둘이서 형만(荊蠻)으로 달아나서 문신을 하고 머리털을 짧게 자르고서 자리를 계력에게 양보했다. 마침내 태왕이 죽자 아들인 계력이 자리를 이었다.

## 가계
- 장남：태백(太伯)
- 차남：우중(虞仲)
- 삼남：계력(季歷), 주 문왕의 아버지